# Rajd Niemiec 2002

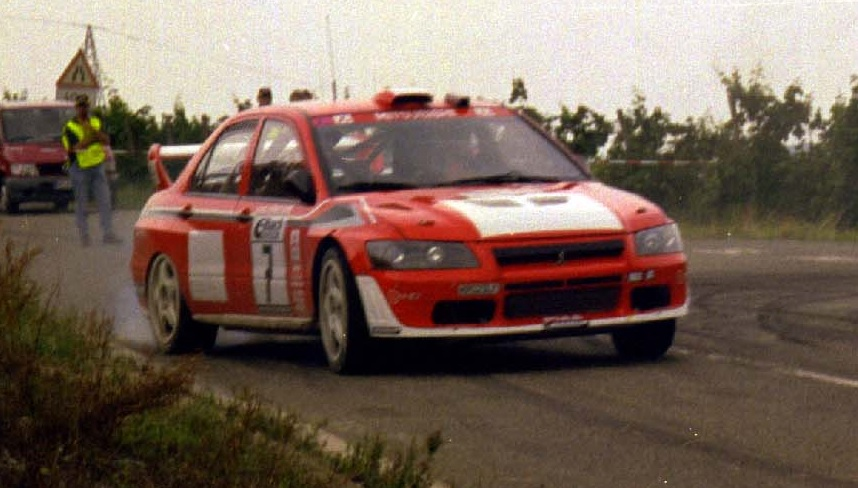
François Delecour podczas rajdu

Rezultaty Rajdu Niemiec (21. ADAC Rallye Deutschland), eliminacji Rajdowych Mistrzostw Świata w 2002 roku, który odbył się w dniach 23–25 sierpnia. Była to dziesiąta runda czempionatu w tamtym roku i czwarta asfaltowa, a także czwarta w Junior WRC. Bazą rajdu było miasto Trewir. Zwycięzcami rajdu została francusko-monakijska załoga Sébastien Loeb i Daniel Elena w Citroënie Xsarze WRC. Wyprzedzili oni Brytyjczyków Richarda Burnsa i Roberta Reida w Peugeocie 206 WRC oraz Finów Marcusa Grönholma i Timo Rautiainena także w Peugeocie 206 WRC. Z kolei w Junior WRC zwyciężyli Hiszpanie Daniel Solà i Alex Romaní, jadący Citroënem Saxo VTS S1600.
Rajdu nie ukończyło dziesięciu kierowców fabrycznych. Kierowca Peugeota 206 WRC Fin Harri Rovanperä odpadł na 19. odcinku specjalnym z powodu awarii zawieszenia. Brytyjczyk Alister McRae jadący Mitsubishi Lancerem WRC zrezygnował z jazdy na 5. oesie z powodu awarii silnika. Kierowcy Subaru Imprezy WRC Norweg Petter Solberg i Austriak Achim Mörtl doznali wypadków odpowiednio na 11. i 9. oesie. Fin Toni Gardemeister w Škodzie Octavii WRC odpadł na 15. oesie z powodu wypadku, a jego partner z zespołu Niemiec Matthias Kahle na 3. oesie z powodu awarii silnika. Z rajdu odpadli również kierowcy Hyundaia Accenta WRC. Niemiec Armin Schwarz odpadł na 10. oesie z powodu wypadku, a Belg Freddy Loix na 9. na skutek awarii silnika. Hiszpan Jesús Puras w Citroënie Xsarze WRC miał awarię układu elektrycznego na 3. oesie, a jego partner z zespołu Francuz Philippe Bugalski – awarię silnika na 10. oesie.

## Klasyfikacja ostateczna
| Miejsce                     | Zawodnik                  | Pilot                     | Samochód                  | Czas                      | Strata                    | Grupa                     | Punkty                    |
| WRC (pierwsza dziesiątka)   | WRC (pierwsza dziesiątka) | WRC (pierwsza dziesiątka) | WRC (pierwsza dziesiątka) | WRC (pierwsza dziesiątka) | WRC (pierwsza dziesiątka) | WRC (pierwsza dziesiątka) | WRC (pierwsza dziesiątka) |
| --------------------------- | ------------------------- | ------------------------- | ------------------------- | ------------------------- | ------------------------- | ------------------------- | ------------------------- |
| 1.                          | Sébastien Loeb            | Daniel Elena              | Citroën Xsara WRC         | 3:47:17.3                 |                           | A8                        | 10                        |
| 2.                          | Richard Burns             | Robert Reid               | Peugeot 206 WRC           | 3:47:31.6                 | +14.3                     | A8 M                      | 6                         |
| 3.                          | Marcus Grönholm           | Timo Rautiainen           | Peugeot 206 WRC           | 3:48:36.4                 | +1:19.1                   | A8 M                      | 4                         |
| 4.                          | Colin McRae               | Nicky Grist               | Ford Focus WRC            | 3:51:02.6                 | +3:45.3                   | A8 M                      | 3                         |
| 5.                          | Bruno Thiry               | Stéphane Prévot           | Peugeot 206 WRC           | 3:52:36.1                 | +5:18.8                   | A8                        | 2                         |
| 6.                          | Markko Märtin             | Michael Park              | Ford Focus WRC            | 3:52:50.3                 | +5:33.0                   | A8 M                      | 1                         |
| 7.                          | Tommi Mäkinen             | Kaj Lindström             | Subaru Impreza WRC        | 3:52:56.5                 | +5:39.2                   | A8 M                      |                           |
| 8.                          | Carlos Sainz              | Luís Moya                 | Ford Focus WRC            | 3:53:34.3                 | +6:17.0                   | A8 M                      |                           |
| 9.                          | François Delecour         | Daniel Grataloup          | Mitsubishi Lancer WRC     | 3:53:53.2                 | +6:35.9                   | A8 M                      |                           |
| 10.                         | Kenneth Eriksson          | Tina Thörner              | Škoda Octavia WRC         | 4:00:51.5                 | +13:34.2                  | A8 M                      |                           |
| JWRC (punktujący zawodnicy) |                           |                           |                           |                           |                           |                           |                           |
| 1. (12.)                    | Daniel Solà               | Alex Romaní               | Citroën Saxo VTS S1600    | 4:10:39.6                 |                           | A6                        | 10                        |
| 2. (15.)                    | Andrea Dallavilla         | Giovanni Bernacchini      | Citroën Saxo VTS S1600    | 4:13:27.0                 | +2:47.4                   | A6                        | 6                         |
| 3. (17.)                    | Niki Schelle              | Tanja Geilhausen          | Suzuki Ignis S1600        | 4:14:12.8                 | +3:33.2                   | A6                        | 4                         |
| 4. (18.)                    | Mirco Baldacci            | Maurizio Barone           | Citroën Saxo VTS S1600    | 4:16:01.0                 | +5:21.4                   | A6                        | 3                         |
| 5. (19.)                    | Martin Rowe               | Chris Wood                | Ford Puma S1600           | 4:17:27.4                 | +6:47.8                   | A6                        | 2                         |
| 6. (20.)                    | Kosti Katajamäki          | Jakke Honkanen            | Volkswagen Polo S1600     | 4:18:59.6                 | +8:20.0                   | A6                        | 1                         |

1. ↑  Litera M przy oznaczeniu grupy do której należy samochód oznacza, iż tylko ci kierowcy zdobywali punkty dla swoich zespołów liczonych w klasyfikacji producentów na koniec sezonu.

## Zwycięzcy odcinków specjalnych
| Dzień      | Odcinek | G. rozp. | Nazwa               | Długość | Zwycięzca                     | Czas    | Lider rajdu                   |
| ---------- | ------- | -------- | ------------------- | ------- | ----------------------------- | ------- | ----------------------------- |
| 1 (23 SIE) | SS1     | 07:58    | Dhrontal 1          | 12.16km | Marcus Grönholm Richard Burns | 8:27.9  | Marcus Grönholm Richard Burns |
| 1 (23 SIE) | SS2     | 09:06    | Schones Moselland 1 | 8.42km  | Sébastien Loeb                | 14:10.8 | Marcus Grönholm               |
| 1 (23 SIE) | SS3     | 09:32    | Moselwein 1         | 22.28km | Sébastien Loeb                | 13:24.2 | Sébastien Loeb                |
| 1 (23 SIE) | SS4     | 12:10    | Dhrontal 2          | 12.18km | Sébastien Loeb                | 8:23.8  | Sébastien Loeb                |
| 1 (23 SIE) | SS5     | 13:01    | Schones Moselland 2 | 23.82km | Sébastien Loeb                | 13:53.8 | Sébastien Loeb                |
| 1 (23 SIE) | SS6     | 14:09    | Stein und Wein 1    | 15.89km | Sébastien Loeb                | 8:33.5  | Sébastien Loeb                |
| 1 (23 SIE) | SS7     | 16:37    | Moselwein 2         | 22.28km | odcinek anulowany             | –       | Sébastien Loeb                |
| 1 (23 SIE) | SS8     | 17:40    | Stein und Wein 2    | 15.80km | Sébastien Loeb                | 8:31.5  | Sébastien Loeb                |
| 2 (24 SIE) | SS9     | 09:30    | Maiwald 1           | 18.76km | Marcus Grönholm               | 10:58.6 | Sébastien Loeb                |
| 2 (24 SIE) | SS10    | 09:58    | Panzerplatte 1      | 35.56km | Marcus Grönholm               | 21:27.0 | Sébastien Loeb                |
| 2 (24 SIE) | SS11    | 12:38    | Maiwald 2           | 18.76km | Marcus Grönholm               | 10:52.0 | Sébastien Loeb                |
| 2 (24 SIE) | SS12    | 13:06    | Hahlkreuz           | 8.36km  | Richard Burns                 | 4:53.3  | Sébastien Loeb                |
| 2 (24 SIE) | SS13    | 13:29    | Erzweiler 1         | 20.87km | Sébastien Loeb                | 12:56.6 | Sébastien Loeb                |
| 2 (24 SIE) | SS14    | 16:04    | Panzerplatte 2      | 35.56km | Marcus Grönholm               | 20:39.7 | Sébastien Loeb                |
| 2 (24 SIE) | SS15    | 16:52    | Erzweiler 2         | 20.87km | Sébastien Loeb                | 12:21.1 | Sébastien Loeb                |
| 2 (24 SIE) | SS16    | 19:17    | St. Wendel 1        | 5.81km  | Marcus Grönholm               | 3:36.5  | Sébastien Loeb                |
| 3 (25 SIE) | SS17    | 08:10    | Petersberg 1        | 15.03km | Sébastien Loeb                | 8:07.6  | Sébastien Loeb                |
| 3 (25 SIE) | SS18    | 08:38    | St Wendeler Land 1  | 17.71km | Richard Burns                 | 8:46.4  | Sébastien Loeb                |
| 3 (25 SIE) | SS19    | 09:11    | Bosenberg 1         | 15.82km | Sébastien Loeb                | 7:39.0  | Sébastien Loeb                |
| 3 (25 SIE) | SS20    | 11:16    | Jukojarvi 2         | 15.03km | Richard Burns                 | 8:09.1  | Sébastien Loeb                |
| 3 (25 SIE) | SS21    | 11:44    | St Wendeler Land 2  | 17.71km | Richard Burns                 | 8:46.3  | Sébastien Loeb                |
| 3 (25 SIE) | SS22    | 12:17    | Bosenberg 2         | 15.82km | Sébastien Loeb                | 7:38.9  | Sébastien Loeb                |
| 3 (25 SIE) | SS23    | 13:40    | St. Wendel 2        | 5.81km  | Richard Burns                 | 3:36.9  | Sébastien Loeb                |

## Klasyfikacja po 10 rundach
Tabele przedstawiają tylko pięć pierwszych miejsc.

### Kierowcy
| Lp. | Kierowca        | Pkt |
| --- | --------------- | --- |
| 1   | Marcus Grönholm | 51  |
| 2   | Colin McRae     | 33  |
| 3   | Richard Burns   | 31  |
| 4   | Carlos Sainz    | 26  |
| 5   | Gilles Panizzi  | 21  |

### Producenci
| Lp. | Producent                    | Pkt |
| --- | ---------------------------- | --- |
| 1   | Peugeot Total                | 115 |
| 2   | Ford Rallye Sport            | 81  |
| 3   | 555 Subaru WRT               | 42  |
| 4   | Škoda Motorsport             | 8   |
| 5   | Marlboro Mitsubishi Ralliart | 8   |